# Seleção Guatemalteca de Handebol Masculino
A Seleção Guatemalteca de Handebol Masculino é a equipe que representa a Guatemala nas competições internacionais de handebol organizadas pela Confederação Sul e Centro Americana de Handebol (SCAHC), pela Federação Internacional de Handebol (IHF) e pelo Comitê Olímpico Internacional (COI), e é governada pela Federación Nacional de Balonmano de Guatemala.

## Histórico
A Federação Nacional de Handebol da Guatemala é membro da IHF desde 1990 . Em nível continental, foi integrante da Federação Pan-Americana de Handebol. Desde a divisão em duas associações, faz parte da SCAHC.

## Competições

### Campeonato Pan-Americano
| Ano   | Fase                 | Posição   | JG | V | E | D  | GF  | GS  | DF   |
| ----- | -------------------- | --------- | -- | - | - | -- | --- | --- | ---- |
| 2014  | Disputa do 7º lugar  | 8º        | 5  | 0 | 0 | 5  | 97  | 205 | -108 |
| 2016  | Disputa do 11º lugar | 11º       | 6  | 1 | 0 | 5  | 132 | 207 | -75  |
| 2018  | Disputa do 7º lugar  | 8º        | 6  | 1 | 0 | 5  | 111 | 219 | -108 |
| Total | 3/18                 | 0 títulos | 17 | 2 | 0 | 15 | 340 | 631 | -291 |

### Campeonato Centro-Americano de Handebol Masculino
| Ano  | Fase       | Posição | JG | V | E | D | GF  | GS | DF  |
| ---- | ---------- | ------- | -- | - | - | - | --- | -- | --- |
| 2013 | Fase única | 1º      | 4  | 4 | 0 | 0 | 165 | 86 | +79 |
| 2015 | Fase única | 1º      | 4  | 4 | 0 | 0 | 125 | 71 | +54 |
| 2017 | Fase única | 1º      | 4  | 4 | 0 | 0 | 151 | 80 | +71 |
| 2023 | Fase única | 3º      | 4  | 2 | 0 | 2 | 107 | 97 | +10 |

### Jogos Centro-Americanos
| Ano           | Fase       | Posição | JG | V | E | D | GF  | GS  | DF  |
| ------------- | ---------- | ------- | -- | - | - | - | --- | --- | --- |
| San José 2013 | Fase única | 3º      | 4  | 2 | 0 | 2 | 125 | 117 | +8  |
| Manágua 2017  | Fase única | 1º      | 4  | 4 | 0 | 0 | 106 | 84  | +22 |

### Jogos Centro-Americanos e do Caribe
| Ano               | Fase                | Posição | JG | V | E | D | GF  | GS  | DF  |
| ----------------- | ------------------- | ------- | -- | - | - | - | --- | --- | --- |
| São Domingos 2002 | Disputa do 3º lugar | 4º      | 5  | 0 | 0 | 5 | 97  | 188 | -91 |
| Cartagena 2006    | Disputa do 5º lugar | 6º      | 4  | 1 | 0 | 3 | 87  | 137 | -50 |
| Mayagüez 2010     | Disputa do 5º lugar | 5º      | 4  | 2 | 0 | 2 | 130 | 130 | 0   |
| Veracruz 2014     | Disputa do 5º lugar | 6º      | 5  | 2 | 0 | 3 | 137 | 134 | +3  |
| Barranquilla 2018 | Disputa do 5º lugar | 6º      | 5  | 2 | 0 | 3 | 109 | 141 | -32 |

### Campeonato das Nações Emergentes da América do Sul e Central da IHF
| Ano  | Fase                | Posição | JG | V | E | D | GF  | GS  | DF  |
| ---- | ------------------- | ------- | -- | - | - | - | --- | --- | --- |
| 2018 | Disputa do 3º lugar | 4º      | 6  | 2 | 0 | 4 | 154 | 145 | +11 |

### Campeonato Mundial das Nações Emergentes da IHF
| Ano  | Fase                | Posição | JG | V | E | D | GF | GS | DF  |
| ---- | ------------------- | ------- | -- | - | - | - | -- | -- | --- |
| 2023 | Disputa do 9° lugar | 10º     | 4  | 1 | 0 | 3 | 76 | 96 | -20 |